# Фойшор, Сабина-Франческа
Сабина-Франческа Фойшор (рум. Sabina-Francesca Foișor; род. 30 августа 1989, Тимишоара) — американская, ранее румынская шахматистка, гроссмейстер среди женщин (2007).

## Биография
Родилась в семье шахматистов — ее отец Овидиу-Дору Фойшор (род. 1959) получил звание международного мастера, мать Кристина-Адела Фойшор (1967—2017) была гроссмейстером среди женщин, а младшая сестра Михаэла-Вероника (род. 1994) получила звание международного мастера среди женщин.
Многократно представляла Румынию на юношеских чемпионатах Европы по шахматам и юношеских чемпионатов мира по шахматам среди девушек в различных возрастных группах, на которых завоевала три медали: серебро (в 2004 году на чемпионате Европы в группе U16) и две бронзы (в 2003 году на чемпионате Европы в группе U16 и в 2007 году на чемпионате Европы в группе U18). В 2008 году победила на юношеском чемпионате Румынии среди девушек в возрастной группе U20.
В 2008 году переехала на постоянное место жительство в Балтимор, где начала обучение в Мэрилендском университете. С 2009 года регулярно участвует в женских чемпионатах США по шахматам. В 2017 году одержала победу на женском чемпионате США по шахматам.
Участвовала в женских чемпионатах мира по шахматам:
- В 2008 году в Нальчике в первом туре проиграла Монике Соцко[5];
- В 2017 году в Тегеране в первом туре проиграла будущей победительнице турнира Тань Чжунъи[6].

Представляла США на четырех шахматных олимпиадах (2010—2016) и двух командных чемпионатах мира по шахматам (2013—2015).